# Сисиније I Цариградски
Патријарх Никита I (јез-грч Πατριαρχης Νικητας Α´) 
Архиепископ Сисиније I (грч. Αρχιεπισκοπος Σισινιος Α΄) - је био архиепископ цариградски у периоду од 426. до 427. године.
Канонизован је од Цариградске патријаршије у лику светитеља. Помиње се 11. октобра.

## Биографија
Служио је као презвитер у предграђу Цариграда, Елеји. Био је познат по својој побожности и помоћи сиромашнима, за које је давао више него што су му дозвољавала средства, што је привлачиломноштво људи.
После смрти архиепископа Атика, патријаршијски трон је прилично дуго остао упражњен, пошто је било несугласица у избору новог архиепископа. Према најчешћем мишљењу, овај период је трајао око четири месеца и завршио се избором Сисинија 28. фебруара 426. године. За своје посвећење и узвишење, цар Теодосије II је сазвао Сабор, којим је председавао Теодот Антиохијски.
За време његовог управљања патријаршијом, побуна следбеника прогнаног Јована Златоустог је била у опадању. Али помоћник градског управитеља, звани Оптатос, поново је поставио то питање, започевши истрагу о томе ко је запалио Вулевтирион и храм Аја Софије током догађаја тих дана. Он је осумњичио двојицу клирика из пратње Јована Златоустог – презвитера Тигрија и чтеца Евтропија, које је затворио. Тада је патријарх Сисиније, како се спомиње у житију, у сну видео извесног младића како стоји у олтару цркве. Свети Сисиније је испричао свој сан једном презвитеру и послао га да пронађе овог Еутропија. Затекао је Еутропија у тамници, али је убрзо Еутропије умро .
Према Сократу Сколастику: „био је познат по свом уздржању, праведности живота и љубави према сиромашнима, али је по природи био приступачан и једноставан, због чега није волео тешке случајеве. Због тога га немирни људи нису волели и имали су репутацију неактивне особе.

Преминуо је 24. децембра 427. године.